# Castellet del Porquet

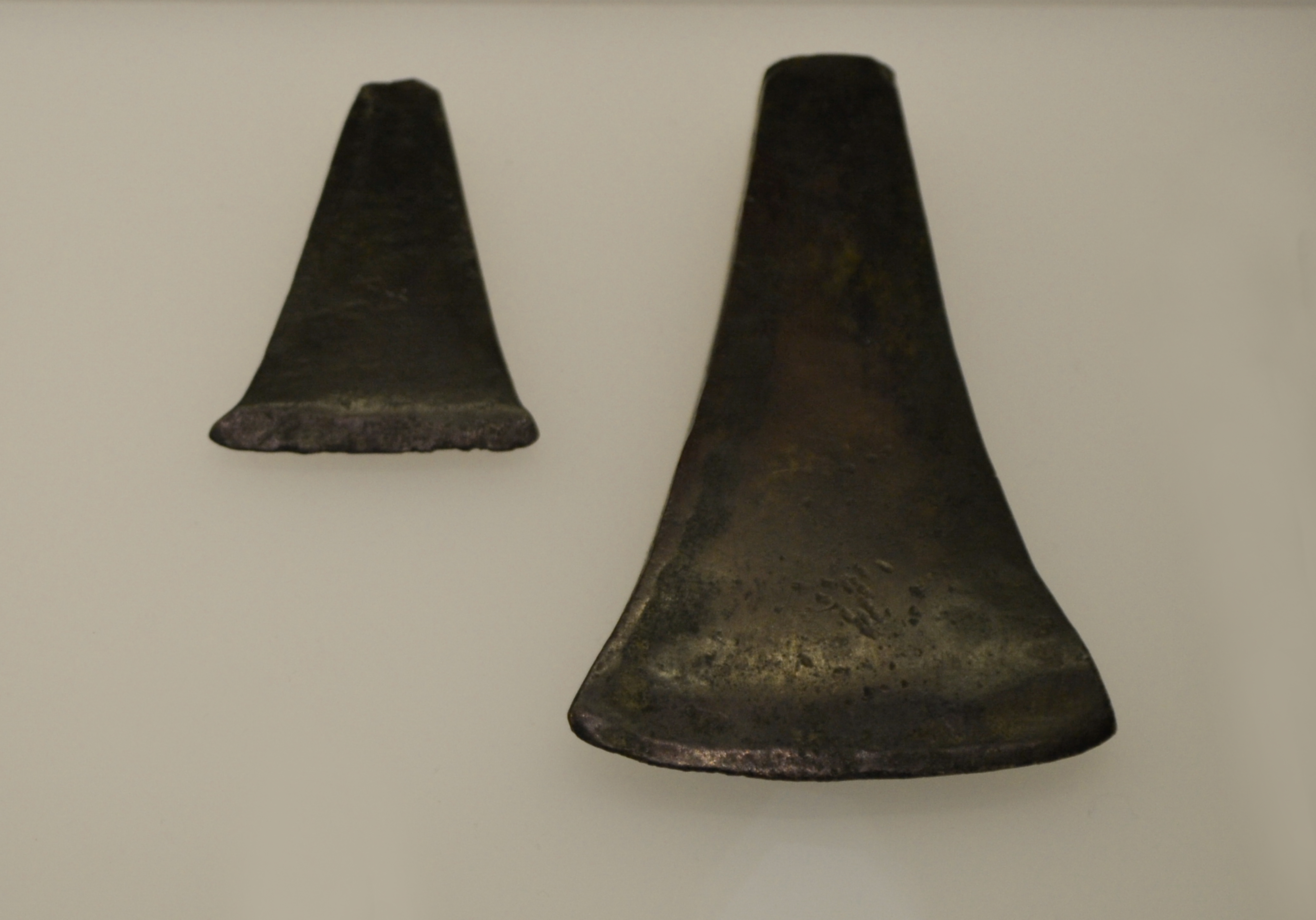
Hachas de bronce provenientes del Castellet del Porquet.

El Castellet del Porquet es un yacimiento arqueológico ubicado en el término municipal de Ollería, en la comarca valenciana del Valle de Albaida.
Se trata de los restos de un pequeño caserío fortificado de la Edad del Bronce, que se sitúa en las estribaciones sudorientales de la Sierra Grossa. Consta de una construcción maciza semienterrada y algunas fosas de soterramiento a su alrededor.
Entre 1845 y 1846 el propietario del terreno, Josep Pla, inició una excavación sin ningún rigor científico. En 1937, el arqueólogo Isidro Ballester Tormo publicó los resultados de la investigación del yacimiento, y lo atribuía al Eneolítico-Edad del Bronce.